# Pfaffstetten
Pfaffstetten ist eine Ortschaft und Katastralgemeinde der Marktgemeinde Ravelsbach in Niederösterreich. Die Ortschaft hat 235 Einwohner (Stand 1. Jänner 2024). Bis Ende 1970 war Pfaffstetten eine eigenständige Gemeinde.

## Geographie
Der Ort liegt in einer Talweitung des Gartenbaches, der oberhalb des Ortes entspringt. Pfaffstetten ist nur über Nebenstraßen erreichbar.

## Geschichte
Nach den Reformen 1848/1849 konstituierte sich die Siedlung im Jahr 1850 zur selbständigen Ortsgemeinde im Amtsbezirk Ravelsbach, der 1868 in den Bezirk Hollabrunn überführt wurde.
Laut Adressbuch von Österreich waren im Jahr 1938 in der Ortsgemeinde Pfaffstetten ein Eier- und Butterhändler, ein Gastwirt, zwei Gemischtwarenhändler, ein Handelsagent, eine Milchgenossenschaft, zwei Schmiede, eine Schneiderin, ein Schuster, ein Viktualienhändler und mehrere Landwirte ansässig.
Im Jahr 1971 trat Pfaffstetten mit anderen Gemeinden der Großgemeinde Ravelsbach bei.

## Kultur und Sehenswürdigkeiten
- Katholische Ortskapelle Pfaffstetten Mariä Empfängnis
- Veitkapelle Pfaffstetten
- Wartkapelle Pfaffstetten